# Mancha Verde
O Grêmio Recreativo e Cultural Escola de Samba Mancha Verde é uma escola de samba da cidade de São Paulo, originada a partir da torcida organizada Mancha Alviverde do Palmeiras. Começou como bloco carnavalesco no ano de 1995.

## História

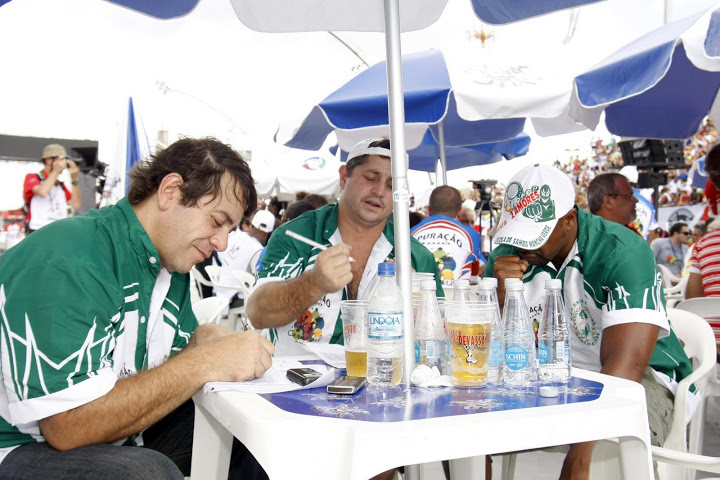
Integrantes da Escola na Apuração do Carnaval em 2010

No começo do ano de 1995, a Mancha Verde decidiu participar do Carnaval, acertando sua participação junto à UESP, e alterando seu estatuto. Porém, devido a uma briga entre torcedores da Mancha e da torcida Independente, do São Paulo Futebol Clube, a justiça decretou, ainda naquele ano, a extinção do então Grêmio Recreativo Esportivo Cultural Torcida Mancha Verde como pessoa jurídica.
Como os integrantes da torcida continuaram se reunindo após isso, para que continuassem a poder fazê-lo de modo oficial, em 18 de outubro de 1995 assinaram a oficialização do Grêmio Recreativo Cultural Bloco Carnavalesco Mancha Verde. Embora a Mancha como escola de samba tenha sido criada com novos CNPJ e estatuto, seus integrantes a consideram como a continuação da torcida extinta. Anos mais tarde, seria criada a torcida Mancha Alvi-Verde, desvinculada juridicamente da antiga torcida e então somente escola de samba.
Em 1996, ano de seu primeiro desfile, com um enredo alertando para a destruição da natureza, ficou em segundo lugar no Grupo de Espera, subindo para o Grupo Especial dos Blocos, em seu primeiro desfile oficial. No ano seguinte, cantando a "Noite paulistana, um convite ao prazer", vence pela primeira vez o concurso dos blocos do carnaval paulistano.
Em 1998, tendo como enredo a Palmeira, torna-se bicampeã do Grupo Especial dos Blocos Paulistanos. Tudo levava a crer que a Mancha Verde poderia ter sucesso semelhante a Gaviões da Fiel, escola também oriunda de torcidas organizadas.
Na tentativa do terceiro título consecutivo, o já consagrado bloco alviverde acaba em segundo lugar, com o enredo "Vinho, o néctar dos deuses". Mesmo assim, foi consolidando-se como uma promissora escola de samba, tendo inclusive o seu samba cantado por Quinho, famoso intérprete de sambas-enredo.
Em 2000, a Mancha Verde estreia com escola de samba. Cantando um enredo questionador sobre os 500 anos do Brasil ("Brasil, que história é essa?"), fica em segundo lugar no Grupo 3 Oeste do carnaval de São Paulo, ficando atrás apenas da Lavapés, a primeira escola de samba paulistana. Este resultado eleva a escola ao Grupo 2.
Cantando os orixás no carnaval de 2001, vence pela primeira vez como escola de samba e ascende ao Grupo 1A, prosseguindo a sua vertiginosa senda de vitórias em apenas seis desfiles. No ano seguinte, homenageando a Força Sindical, vence o Grupo 1A e se aproxima do Grupo Especial do Carnaval de São Paulo.
Em 2003, uma nova meta a ser alcançada pela surpreendente e jovem escola de samba: chegar à elite do samba de São Paulo. Exaltando a cor mais brilhante no coração palmeirense - verde -, a Mancha Verde mostra a sua força perante as escolas de maior tradição que compunham àquele grupo (como Tom Maior, GRES Pérola Negra e Unidos de São Lucas). Por razões até hoje contestadas, a escola fica em terceiro lugar, meio ponto atrás da vice-campeã Imperador do Ipiranga e um atrás da campeã Acadêmicos do Tatuapé, as escolas que voltaram ao Grupo Especial.
Mas, ao invés do arrefecimento, o aguerrimento. Consertando os equívocos e aperfeiçoando as virtudes, a Mancha provou ser uma escola estruturada no carnaval de 2004. Cantando "A saga italiana em terra paulistana", faz um desfile sem erros e conquista, enfim, o tão sonhado título do Acesso e sobe ao Grupo Especial paulistano.
Em 2005, ano de sua primeira participação no grupo especial no Carnaval de São Paulo, terminou na 12ª colocação com um enredo sobre Mato Grosso.
Em 2006, a Mancha Verde forma, juntamente com a Gaviões da Fiel, o Grupo Especial das Escolas de Samba Desportivas. O regulamento da Liga prevê que caso duas escolas, que sejam ligadas a agremiações desportivas, estejam no Grupo Especial, as mesmas formariam um outro grupo, que só teria escolas de samba ligadas a torcidas de futebol. Após muita polêmica, a Gaviões consegue, dias antes do carnaval, uma liminar que lhe garante o direito de disputar o Grupo Especial, porém tal direito é negado à Mancha Verde, pois a Gaviões argumentou na justiça que tendo sido convidada pela Liga em finais dos anos 80, não teria esta o direito de impedi-la de disputar agora. Já Mancha tentou provar que por ser uma pessoa jurídica diferente, não seria ligada a nenhuma torcida organizada. O juiz, porém, usou como base para indeferir tal pedido o texto que constava no então site da entidade, que acabou funcionando como uma confissão da tese contrária. A Mancha foi assim obrigada a desfilar sozinha no Grupo de Escolas de Samba Desportivas, onde torna-se campeã. Porém às vésperas do desfile, a Mancha conseguiu negociar com a Liga a transferência do desfile, da madrugada de domingo para segunda, inicialmente a data prevista, para a madrugada de sábado para domingo, junto com as escolas do Grupo Especial, sendo também avaliada pelos mesmos jurados deste grupo. Essa avaliação lhe garantiu a sétima colocação geral, muito embora a Liga não reconheça esta classificação.
Em 2007, a Mancha Verde novamente foi colocada sozinha num grupo à parte, sendo obviamente declarada campeã deste grupo, e inclusive participando do desfile das campeãs, onde desfilou logo após a Gaviões da Fiel. Em relação ao Grupo Especial, obteve a décima-primeira colocação.
Em 2008, o Grupo Especial das Escolas de Samba Desportivas deixou de existir, fazendo com que Gaviões da Fiel e Mancha Verde voltassem a disputar com as outras escolas o título do Grupo Especial no carnaval.
Em 2009, falando sobre o estado de Pernambuco, com o tema Pernambuco: uma nação cultural!, a escola terminou na 10º colocação.
Em 2010, a Mancha Verde teve como enredo Aos Mestres com Carinho! Mancha Verde "ensina" como criar identidade! e teve também a volta do intérprete Celsinho do carnavalesco Cebola. Este último, desapareceu antes do desfile, pedindo desculpas posteriormente. No final, a escola conseguiu ficar em 4º lugar e não se sagrou campeã por apenas um ponto: 269, contra 270 da Rosas de Ouro.

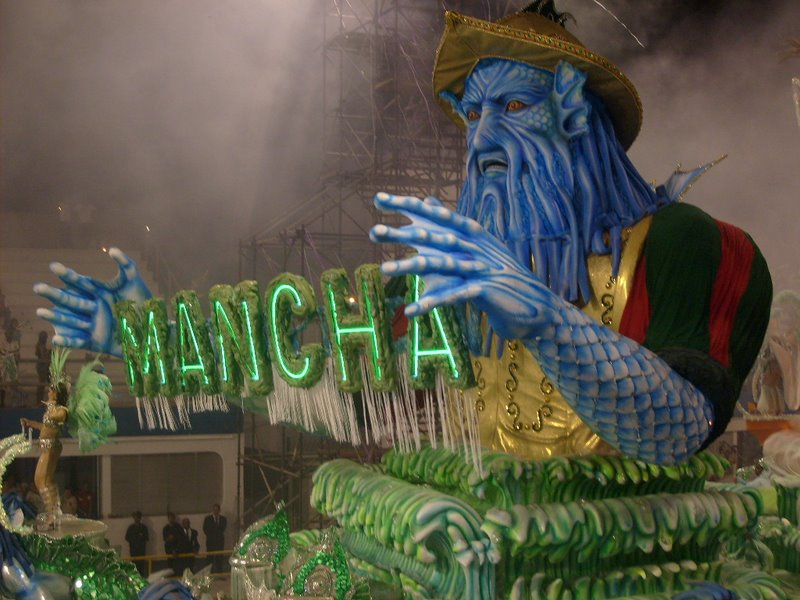
Carro abre-alas da escola em 2009

Para o carnaval de 2012 a Mancha Verde teve como novo intérprete Freddy Vianna, vindo da Acadêmicos Do Tucuruvi e desfilou com um enredo afro, o que não lhe era característico. Pela terceira vez seguida, obteve o 4º lugar.
Em 2013, a escola abordou a vida e as obras de Mário Lago no seu carnaval. Tendo feito um desfile luxuoso e empolgante, a escola vinha para brigar pelas primeiras posições, mas devido as notas baixas nos quesitos Harmonia, Fantasia e Mestre-Sala e Porta-Bandeira, a escola ficou em 13º Lugar, caindo para o Grupo de Acesso.
Para 2014, a escola foi a primeira a escolher o enredo, a reedição de 2006. Sua rainha de bateria, Viviane Araújo, não pôde desfilar, uma vez que o desfile coincidiu com o do Salgueiro. A escola foi vice-campeã com 269.3 e com isso, retornou ao Grupo Especial para 2015, quando falará sobre os 100 anos da Sociedade Esportiva Palmeiras.
Em 2015, a escola levou para a avenida o enredo: "Quando Surge o Alviverde Imponente: 100 anos de Lutas e Glórias.", contando a história da Sociedade Esportiva Palmeiras e comemorando o seu centenário, a escola apresentou um desfile grandioso e muito luxuoso, mas não agradou aos jurados, ficando assim em 13º lugar, sendo rebaixada para o Grupo de Acesso.
Em 2016, a Mancha levou para a avenida o enredo "Mato Grosso, uma Mancha Verde no coração do Brasil" reedição do carnaval de 2005, o primeiro ano da escola no Grupo Especial. Curiosamente, o enredo foi reeditado com o título original reduzido para "Mato Grosso, uma Mancha Verde no coração do Brasil". Fazendo um desfile luxuoso e correto, a Mancha conquistou o título somando 269,4 pontos, (com 1,20 pontos de vantagem sobre a vice campeã Tom Maior), sacramentando seu retorno ao Grupo Especial.
Em 2017 apostou no enredo sobre os Josés do país, terminando a apuração em 10º lugar.
Em 2018, homenageando o grupo Fundo de Quintal, a escola alcançou o terceiro lugar obtendo a pontuação máxima, mas perdendo o título no desempate.
Em 2019, com o enredo "Oxalá, salve a princesa! A saga de uma guerreira negra" a Mancha Verde sagrou-se campeã do Grupo Especial pela primeira vez na sua história.
Em 2020, com o enredo "Pai! Perdoai, eles não sabem o que fazem!" a escola foi vice-campeã e decidiu manter Jorge Freitas como carnavalesco.
Estava decidido que o enredo para 2021 seria "Planeta Água", mas o desenvolvimento dos desfiles foi abalado por conta da pandemia do novo coronavírus e a festa foi adiada para 2022. Jorge Freitas anunciou sua saída da agremiação em setembro de 2021, mas a Mancha Verde manteve o enredo sobre a água para o carnaval. Paolo Bianchi e uma comissão ficaram responsáveis por finalizar o projeto.
Apesar dos problemas com uma escultura do abre-alas que quebrou antes de começar o desfile da escola, a Mancha Verde sagrou-se campeã do carnaval de 2022 após uma apuração apertada que deixou a Mocidade Alegre na segunda colocação.
Poucos dias antes dos desfiles de 2022, a agremiação já havia anunciado que seu enredo para 2023 seria: "Oxente – Sou xaxado, sou Nordeste, sou Brasil". Poucos dias após a divulgação do enredo, a escola anunciou a chegada do carnavalesco André Machado.  Após um vice-campeonato, a escola renovou com o carnavalesco.  

## Segmentos

### Presidentes
| Nome                       | Mandato           | Ref.         |
| -------------------------- | ----------------- | ------------ |
| Aquiles Inácio de Carvalho | 1995 - 1996       | [ 16 ]       |
| Paulinho Serdan            | 1996 - atualidade | [ 17 ] [ 2 ] |

### Intérpretes
| Carnavais     | Intérprete oficial       | Ref.          |
| ------------- | ------------------------ | ------------- |
| 1996-1998     | Douglinhas               | [ 16 ] [ 18 ] |
| 1999-2000     | Quinho                   | [ 19 ]        |
| 2001          | Agnaldo Amaral           | [ 20 ]        |
| 2002-2006     | Vaguinho                 | [ 21 ] [ 22 ] |
| 2007          | Celsinho Mody            | [ 23 ]        |
| 2008-2009     | Vaguinho                 | [ 24 ] [ 25 ] |
| 2010          | Vaguinho e Celsinho Mody | [ 26 ]        |
| 2011          | Vaguinho                 | [ 27 ]        |
| 2012-presente | Freddy Vianna            | [ 28 ] [ 29 ] |

### Diretores
| Período   | Diretor de Carnaval | Diretor geral de harmonia                               | Mestre de bateria     | Ref.                 |
| --------- | ------------------- | ------------------------------------------------------- | --------------------- | -------------------- |
| 2012      |                     |                                                         | Caju e Rodrigo Moleza |                      |
| 2013      |                     |                                                         | Caju                  |                      |
| 2014–2015 | Paolo Bianchi       | Xinxa e Marcos Gonçalves da Silva                       | Caju                  | [ 30 ] [ 31 ] [ 32 ] |
| 2016      |                     |                                                         | Caju e Thiago Costa   | [ 33 ] [ 34 ]        |
| 2017      |                     |                                                         | Maradona              | [ 35 ]               |
| 2018–2019 | Paolo Bianchi       | Marcos Gonçalves da Silva, Bruno Farani e Danilo Duarte | Maradona              | [ 2 ]                |
| 2020      | Paolo Bianchi       | Marcos Gonçalves da Silva                               | Guma Sena             | [ 36 ]               |

### Coreógrafos
| Período         | Nome                            | Ref.          |
| --------------- | ------------------------------- | ------------- |
| 2002–2014       | Mirian Justino                  | [ 37 ]        |
| 2015–2018       | Jonathan Bento                  | [ 38 ]        |
| 2015-atualmente | Marcos Aurélio e Wender Luciano | [ 38 ] [ 39 ] |

### Casal de Mestre-sala e Porta-bandeira
| Ano             | Nome                               | Ref.   |
| --------------- | ---------------------------------- | ------ |
| 2004            | Fabiano Dourado e Silvéria         |        |
| 2005-2007       | Fubá e Silvéria                    |        |
| 2008-2009       | Fabiano Dourado e Jéssica Oliveira |        |
| 2010-2013       | Fabiano Dourado e Jéssica Gioz     |        |
| 2014–atualmente | Marcelo Luiz e Adriana Gomes       | [ 30 ] |

### Corte de Bateria
| Período         | Rainha                                     | Musa                                                     | Princesa    | Ref.                 |
| --------------- | ------------------------------------------ | -------------------------------------------------------- | ----------- | -------------------- |
| 2005–2013       | Viviane Araújo                             |                                                          |             |                      |
| 2014            | Viviane Araújo (não participou do desfile) | Aline Bernardes Vanessinha Ortiz Ivy Ikeda Juju Salimeni | Duda Serdan | [ 40 ]               |
| 2015–atualmente | Viviane Araújo                             |                                                          | Duda Serdan | [ 41 ] [ 35 ] [ 42 ] |

## Carnavais
| Ano  | Colocação | Grupo | Enredo | Carnavalesco | Ref.                 |
| ---- | --- | --- | --- | --- | -------------------- |
| 1996 | Vice-campeã | Blocos (espera) | Sinal verde para a vida | Comissão de Carnaval | [ 43 ]               |
| 1997 | Campeã | Blocos | Noite Paulistana: Um convite ao prazer | Comissão de Carnaval | [ 44 ]               |
| 1998 | Campeã | Blocos | Minha Terra tem Palmeiras | Gílson Tavares | [ 45 ]               |
| 1999 | Vice-campeã | Especial (blocos) | Vinho, Néctar dos Deuses | Raul Diniz | [ 46 ]               |
| 2000 | Vice-campeã | 3-UESP | Brasil, Que História é Essa? | Virgílio Ramos | [ 47 ]               |
| 2001 | Campeã | 2-UESP | A Busca da Paz no Axé dos Orixás | Virgílio Ramos | [ 48 ]               |
| 2002 | Campeã | 1-UESP | De Lutas e Solidariedade - A Força do Trabalhador | Gilson Tavares e Vírgilio Ramos | [ 49 ]               |
| 2003 | 3º lugar | Acesso | Nuances, Maravilhas da Verde Cor, Um Universo de Esplendor | Gílson Tavares e Vírgilio Ramos | [ 50 ]               |
| 2004 | Campeã | Acesso | Saga Italiana em Terra Paulistana | Eduardo Caetano | [ 51 ]               |
| 2005 | 12° lugar | Especial | Da pré-história aos transgênicos: Mato Grosso, Uma Mancha Verde no coração do Brasil Compositores: Paulo Serdan e Comissão de Carnaval | Eduardo Caetano | [ 52 ]               |
| 2006 | 7º lugar | Especial | Bem aventurados sejam os perseguidos por causa da justiça dos homens... Porque deles é o reino dos céus Compositores: Vaguinho, Douglinhas e Jaú | Cebola | [ 53 ]               |
| 2006 | Campeã | Desportivas | Bem aventurados sejam os perseguidos por causa da justiça dos homens... Porque deles é o reino dos céus Compositores: Vaguinho, Douglinhas e Jaú | Cebola | [ 53 ]               |
| 2007 | 11º lugar | Especial | Decifra-me ou devoro-te! Apocalipse quatro cavaleiros, três profecias e quatro segredos | Cebola | [ 54 ]               |
| 2007 | Campeã | Desportivas | Decifra-me ou devoro-te! Apocalipse quatro cavaleiros, três profecias e quatro segredos | Cebola | [ 54 ]               |
| 2008 | 7° lugar | Especial | És imortal... Ariano Suassuna, sua vida, sua obra, patrimônio cultural | Eduardo Caetano | [ 55 ]               |
| 2009 | 10º lugar | Especial | Pernambuco: uma nação cultural! | Alexandre Pavão e Fernando Dias | [ 56 ]               |
| 2010 | 4° lugar | Especial | Aos Mestres com Carinho! Mancha Verde "ensina" como criar identidade! | Cebola | [ 57 ]               |
| 2011 | 4° lugar | Especial | Uma ideia de Gênio! | Pedro Alexandre "Magoo" e Fernando Dias | [ 58 ]               |
| 2012 | 4° lugar | Especial | Pelas mãos do mensageiro do axé a lição de Odu Obará: a humildade Compositores:Armênio Poesia, Channel e Freddy Vianna. | Pedro Alexandre "Magoo", Troy Oliveri, Thiago de Xangô e Paolo Bianchi                                                                       | [ 59 ]               |
| 2013 | 13º lugar | Especial | Mário Lago - Um homem do Século XX Compositores: Turko, Maradona, Didi, Ferracini, Fabiano Sorriso, Jorginho, Paulinho Miranda e Tucuruvi Mancha. | Troy Oliveri | [ 60 ]               |
| 2014 | Vice-campeã | Acesso | Bem aventurados sejam os perseguidos por causa da justiça dos homens... Porque deles é o reino dos céus Compositores: Vaguinho, Douglinhas e Jaú (Reedição do carnaval de 2006) | Troy Oliveri | [ 61 ]               |
| 2015 | 13° lugar | Especial | Quando surge o Alviverde Imponente, 100 anos de lutas e glórias Compositores: Silas Augusto, Marcelo Casa Nossa, Aquiles da Vila, Chanel, Bruno Mancha e JC Castilho. | Troy Oliveri | [ 62 ] [ 4 ] [ 63 ]  |
| 2016 | Campeã | Acesso | Mato Grosso, Uma Mancha Verde no Coração do Brasil Compositores: Turko, Vaguinho, Jaú, Didi, Maradona, Carlos Junior, Darlan, Fabinho LS e Chiquinho LS (Reedição do carnaval de 2005) | Pedro Alexandre "Magoo" | [ 64 ]               |
| 2017 | 10º lugar | Especial | Zé do Brasil, um nome e muitas histórias | Pedro Alexandre "Magoo" | [ 7 ] [ 35 ]         |
| 2018 | 3º lugar | Especial | A amizade. A Mancha agradece do fundo do nosso quintal | Pedro Alexandre "Magoo" | [ 65 ]               |
| 2019 | Campeã | Especial | Oxalá, salve a princesa! A saga de uma guerreira negra Compositores: Sereno, Marcelo Casa Nossa (Chefia), Darlan Alves, Rodrigo Minueto, Gui Cruz, André Ricardo e Rodolfo Minueto | Jorge Freitas | [ 66 ] [ 67 ] [ 68 ] |
| 2020 | Vice-campeã | Especial | Pai! Perdoai, eles não sabem o que fazem! Compositores: Marcelo Casa Nossa (Chefia), Guilherme Cruz, Rodrigo Minuetto, Rodolfo Minuetto e Darlan Alves | Jorge Freitas | [ 69 ] [ 36 ]        |
| 2021 | Inicialmente adiados para o mês de julho, os desfiles do Carnaval 2021 foram cancelados devido a pandemia de Covid-19. | Inicialmente adiados para o mês de julho, os desfiles do Carnaval 2021 foram cancelados devido a pandemia de Covid-19. | Inicialmente adiados para o mês de julho, os desfiles do Carnaval 2021 foram cancelados devido a pandemia de Covid-19. | Inicialmente adiados para o mês de julho, os desfiles do Carnaval 2021 foram cancelados devido a pandemia de Covid-19.                       | [ 70 ]               |
| 2022 | Campeã | Especial | Planeta Água Compositores: Marcio André Filho, Marcelo Lepiane, Lico Monteiro, Rafael Ribeiro, Richard Valença, João Perigo, Solano Mota, Leandro Thomaz, Telmo JB, Lanza Muniz e Rosália Carvalho | Comissão de Carnaval | [ 71 ]               |
| 2023 | Vice-campeã | Especial | Oxente! Sou xaxado, sou Nordeste, sou Brasil Compositores: Edinho Gomes e Gilson Bernini. | André Machado | [ 72 ] [ 15 ]        |
| 2024 | 5º lugar | Especial | Do nosso solo para o mundo: o campo que preserva, o campo que produz, o campo que alimenta Compositores: Lico Monteiro, Tinga, Marcelo Lepiane, Leandro Thomaz, Richard Valença, Jéferson Oliveira, Telmo Augusto, João Perigo, Lucas Macedo, Ailson Picanço, Rodrigo Peu, David Gonçalves, Tiago Caldeira e Paulo Sérgio. | André Machado | [ 73 ]               |
| 2025 | 14º lugar | Especial | Bahia, da Fé ao Profano Compositores: Wladi Nascimento, Edinho Gomes, Myngal, Felipe Mussili e Gilson Bernini. | Comissão de Carnaval (Paolo Bianchi, Lucas Abelha, Igor Carneiro, Robertinho, Eddi Dudee, Gall, Bibinha, Kaique Serdan e Paulo Serdan Filho) | [ 74 ] [ 75 ]        |
| 2026 | | Acesso | | |                      |

## Títulos
| Títulos da Mancha Verde | Títulos da Mancha Verde                | Títulos da Mancha Verde | Títulos da Mancha Verde |
|                         | Divisão                                | Total                   | Ano                     |
| ----------------------- | -------------------------------------- | ----------------------- | ----------------------- |
|                         | Grupo Especial                         | 2                       | 2019 e 2022             |
|                         | Grupo de Acesso                        | 2                       | 2004 e 2016             |
|                         | Grupo 1-UESP                           | 1                       | 2002                    |
|                         | Grupo 2-UESP                           | 1                       | 2001                    |
|                         | Blocos Especiais                       | 2                       | 1997 e 1998             |
|                         | Grupo Especial das Escolas Desportivas | 2                       | 2006 e 2007             |